# Saxífraga
Saxifraga és un gènere compost per unes 440 espècies conegudes de plantes perennes de distribució holàrtica. És el gènere més gran de la família Saxifragaceae.
L'etimologia és provinent del llatí. En aquest idioma literalment significa 'trencadora de pedres'. Vertaderament algunes saxifragues viuen en escletxes de les roques que elles mateixes engrandeixen per bioerosió.
Els gèneres Saxifragopsis, Saxifragella i el monotípic Chondrosea a vegades s'inclouen en Saxifraga.

## Algunes espècies autòctones dels Països Catalans[2]
- Saxifraga oppositifolia –
- Saxifraga retusa var. retusa
- Saxifraga androsacea
- Saxifraga aizoides –
- Saxifraga aquatica —
- Saxifraga aspera –
- Saxifraga bryoides –
- Saxifraga aretioides –
- Saxifraga caesia –
- Saxifraga media –
- Saxifraga paniculata –

## Descripció i ecologia

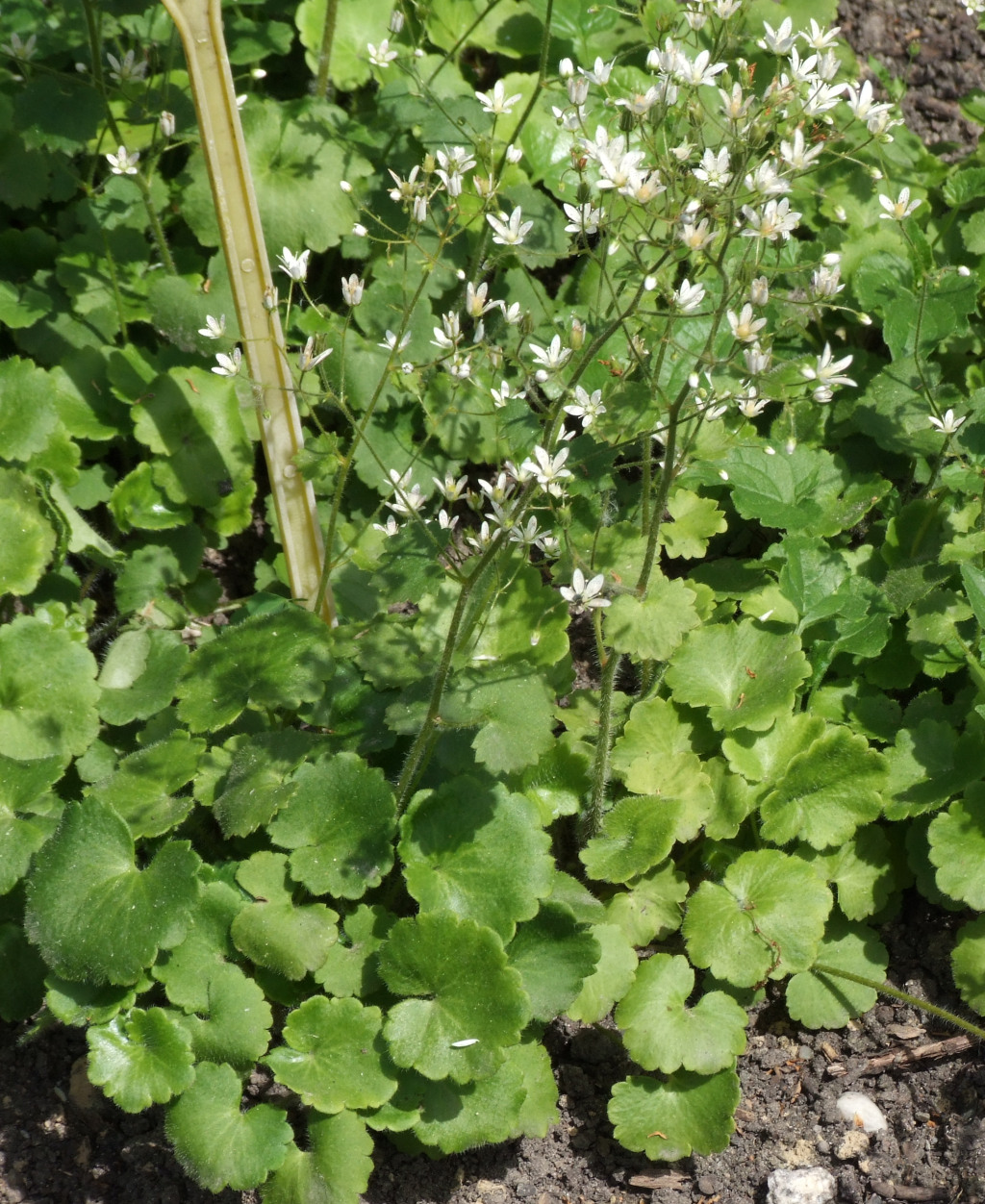
Saxifraga de fulles arrodonides (S. rotundifolia), sembla que amb aquestes fulles poden capturar invertebrats petits

La majoria de les saxífragues són plantes menudes les fulles de les quals creixen prop de la terra, fins i tot en una roseta. Les fulles acostumen a tenir els marges més o menys incisos; poden ser suculentes, aciculars i/o piloses, cosa que permet reduir l'evaporació. Charles Darwin – erròniament creia que Saxifraga estava relacionada amb la família de les (Droseraceae) – sospitava que les fulles de S. rotundifolia',S. tridactylites' i la saxifraga dels Pirineus (S. umbrosa) eren plantes protocarnívores i va idear fer diversos experiments que donessin suport a les seves observacions, però l'assumpte no va ser estudiat en el seu temps.
La inflorescència i la flor simple apareixen en el moment de la florida, sense que la tija floral tingui fulles veritables. Les petites flors hermafrodites i de simetria actinomòrfica tenen 5 pètals i 5 sèpals i normalment són blanques, però són de vermelles a grogues en algunes espècies. Com en altres eudicots primitius, alguns dels de 5 a 10 estams que tenen poden semblar pètals.
Les saxífragues són típics habitants dels ecosistemes de la zona àrtico-alpina i pràcticament només es troben en les zones de clima temperat de l'hemisferi nord. Moltes espècies d'aquest gènere es troben en els climes subàrtics. Fins i tot un bon nombre d'espècies creixen en hàbitats glacials com S. biflora, que es troba a uns 4.000 metres sobre el nivell del mar en els Alps, o la Saxifraga de Grenlàndia (S. nathorstii). Aquest gènere també abunda a l'est i oest de l'Himàlaia en prats alpins.
Entre les saxífragues fora de la zona d'alta muntanya i climes freds hi ha S. stellaris, que sovint es veu al costat de fonts a l'Europa occidental. Hi ha espècies calcífugues i també de calcícoles.

## Usos

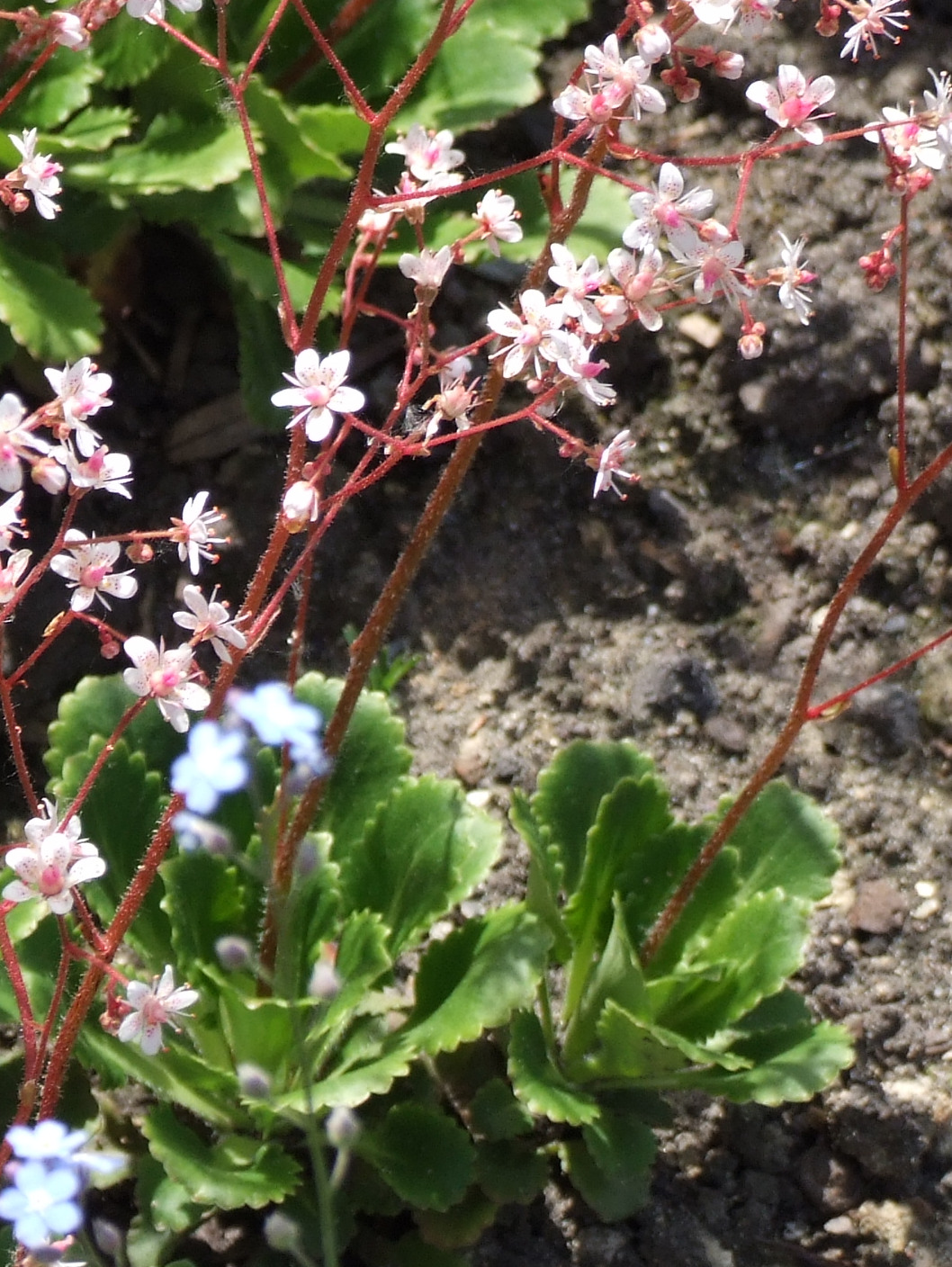
S. umbrosa, antecedent de les saxífragues híbrides de la jardineria

S. × urbium, un híbrid entre S. umbrosa i S. spathularis, és una planta ornamental i hi ha altres híbrids i plantes silvestres també d'utilització en jardineria.
Saxifraga opositifolia és l'emblema floral del territori àrtic canadenc de Nunavut i la flor representativa d'altres regions i ciutats del món.
Molt preats a Andorra, els brots joves de l'enciam de Font (Saxifraga aquatica) es consumeixen en amanides, a la primavera.

## Algunes espècies
- Saxifraga adscendens –
- Saxifraga aizoides –
- Saxifraga aizoon
- Saxifraga algisii
- Saxifraga anadyrensis
- Saxifraga androsacea
- Saxifraga aquatica
- Saxifraga aphylla
- Saxifraga arachnoidea
- Saxifraga aspera
- Saxifraga biflora
- Saxifraga bronchialis L. –
- Saxifraga bryoides Greene
- Saxifraga caesia
- Saxifraga californica
- Saxifraga callosa Sm.
- Saxifraga canaliculata
- Saxifraga careyana
- Saxifraga carpatica
- Saxifraga cernua –
- Saxifraga cervicornis
- Saxifraga cespitosa –

```
* 
Saxifraga ciliata
```

- Saxifraga cochlearis
- Saxifraga columnaris Schmalh.
- Saxifraga corsica

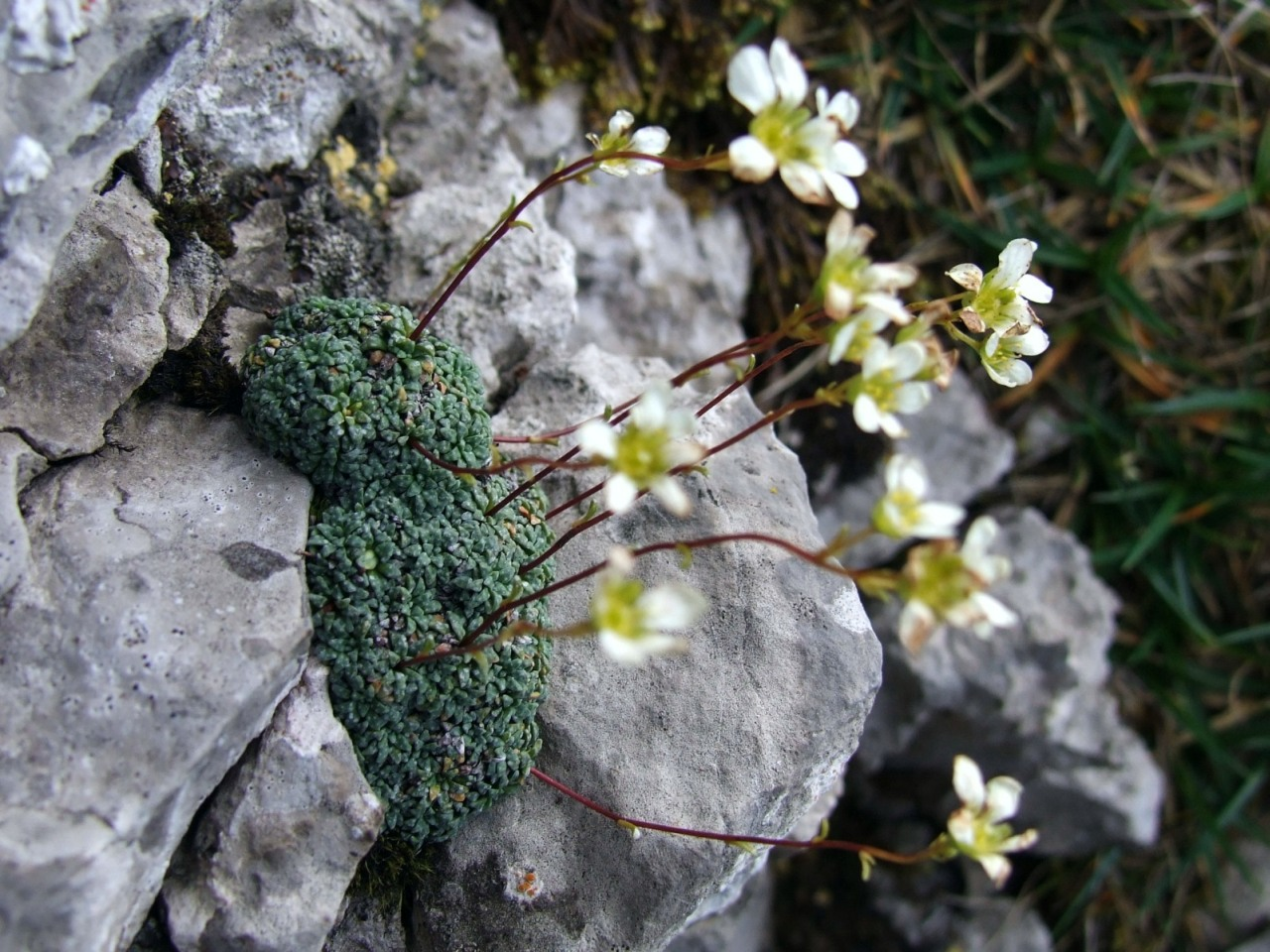
Saxifraga caesia

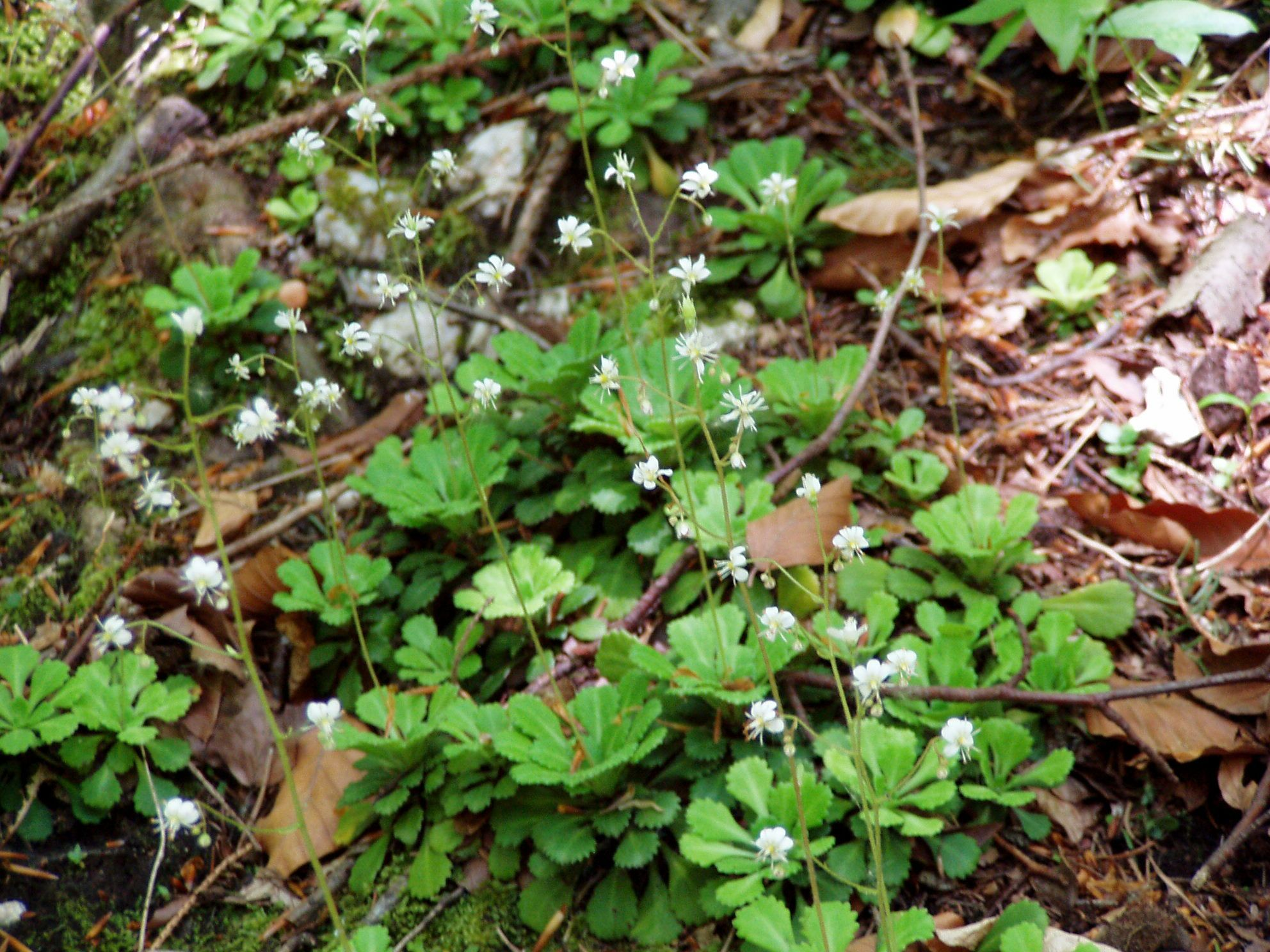
(Saxifraga cuneifolia)

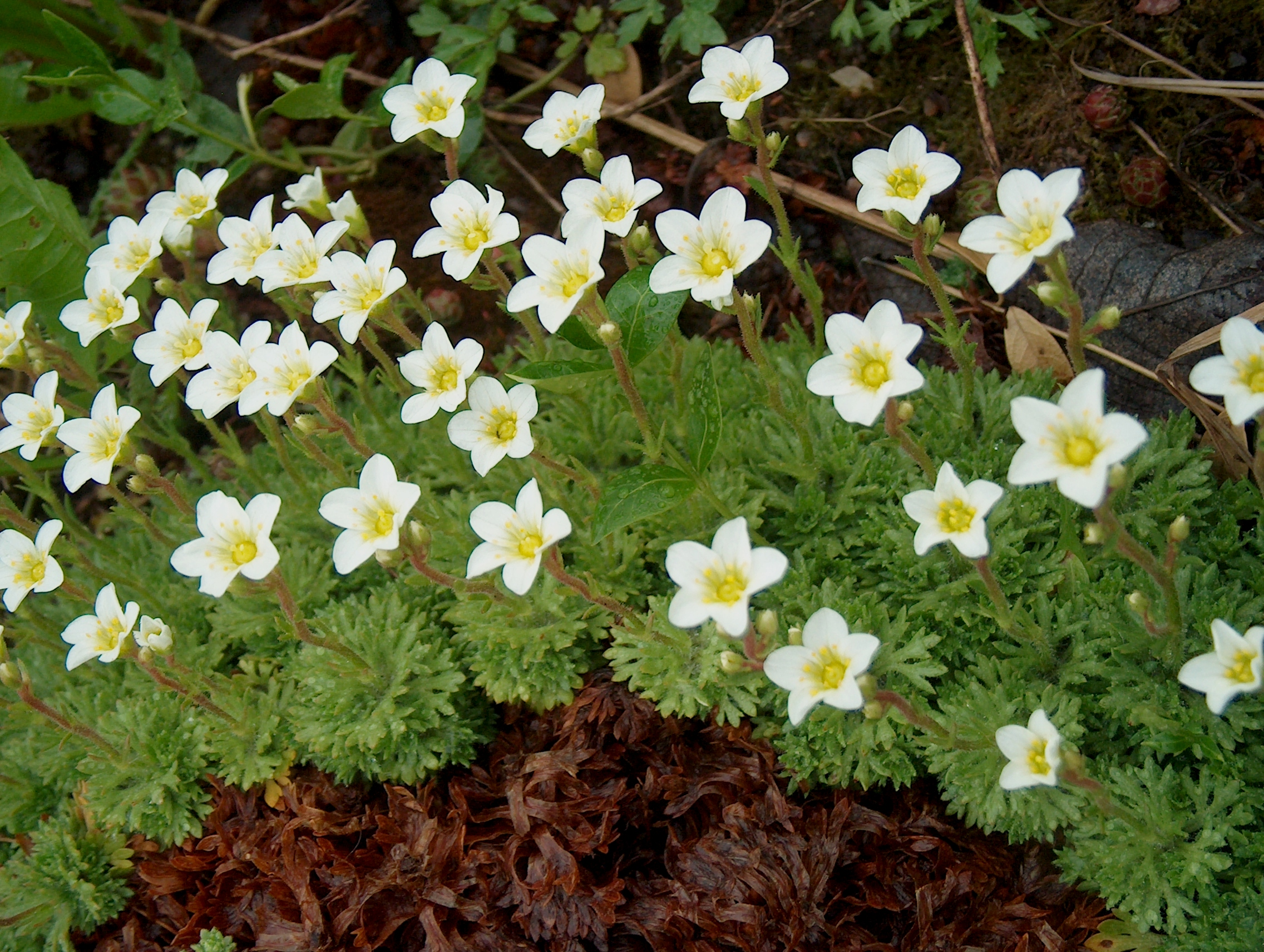
Saxifraga decipiens

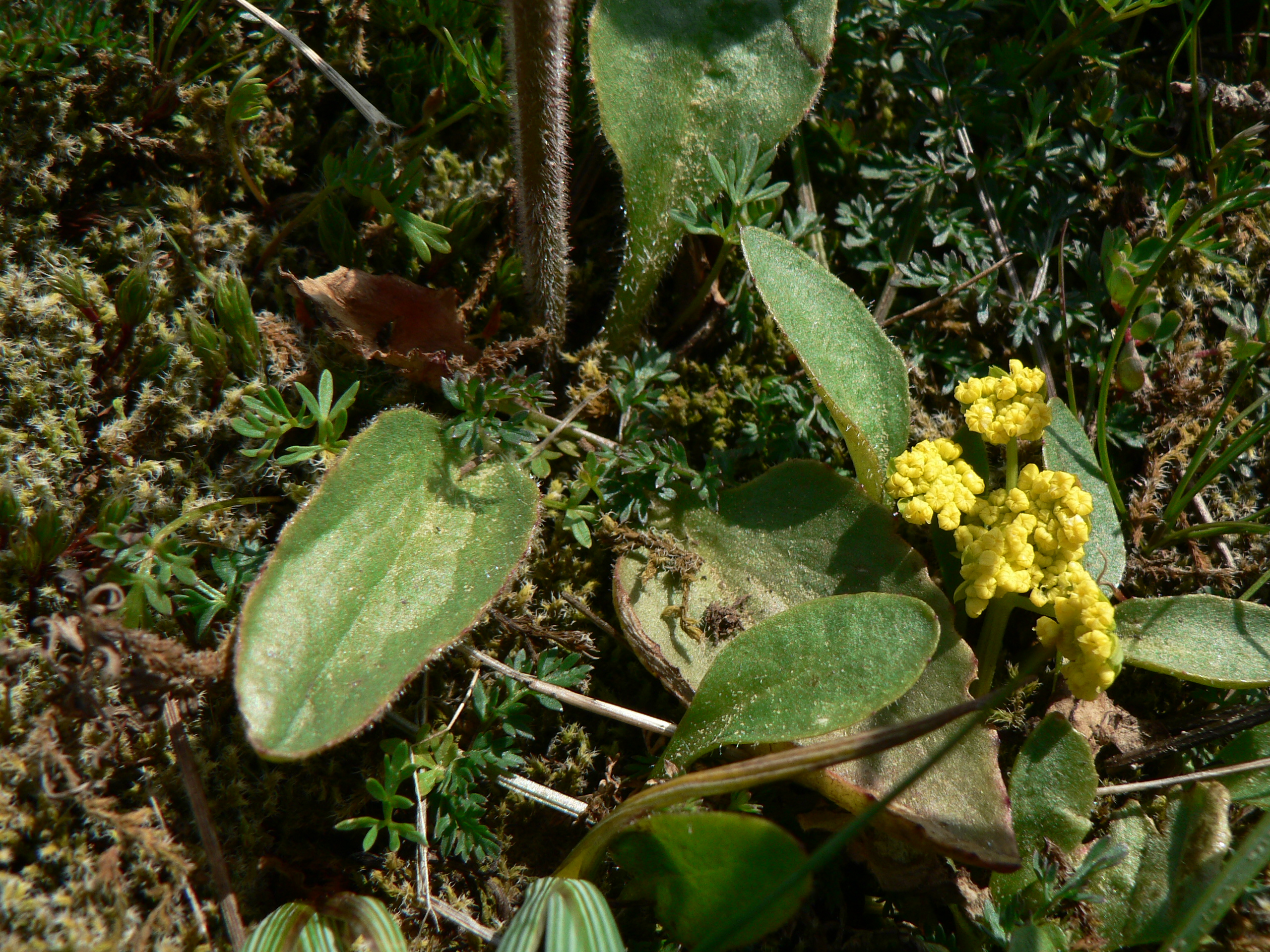
(Saxifraga integrifolia)

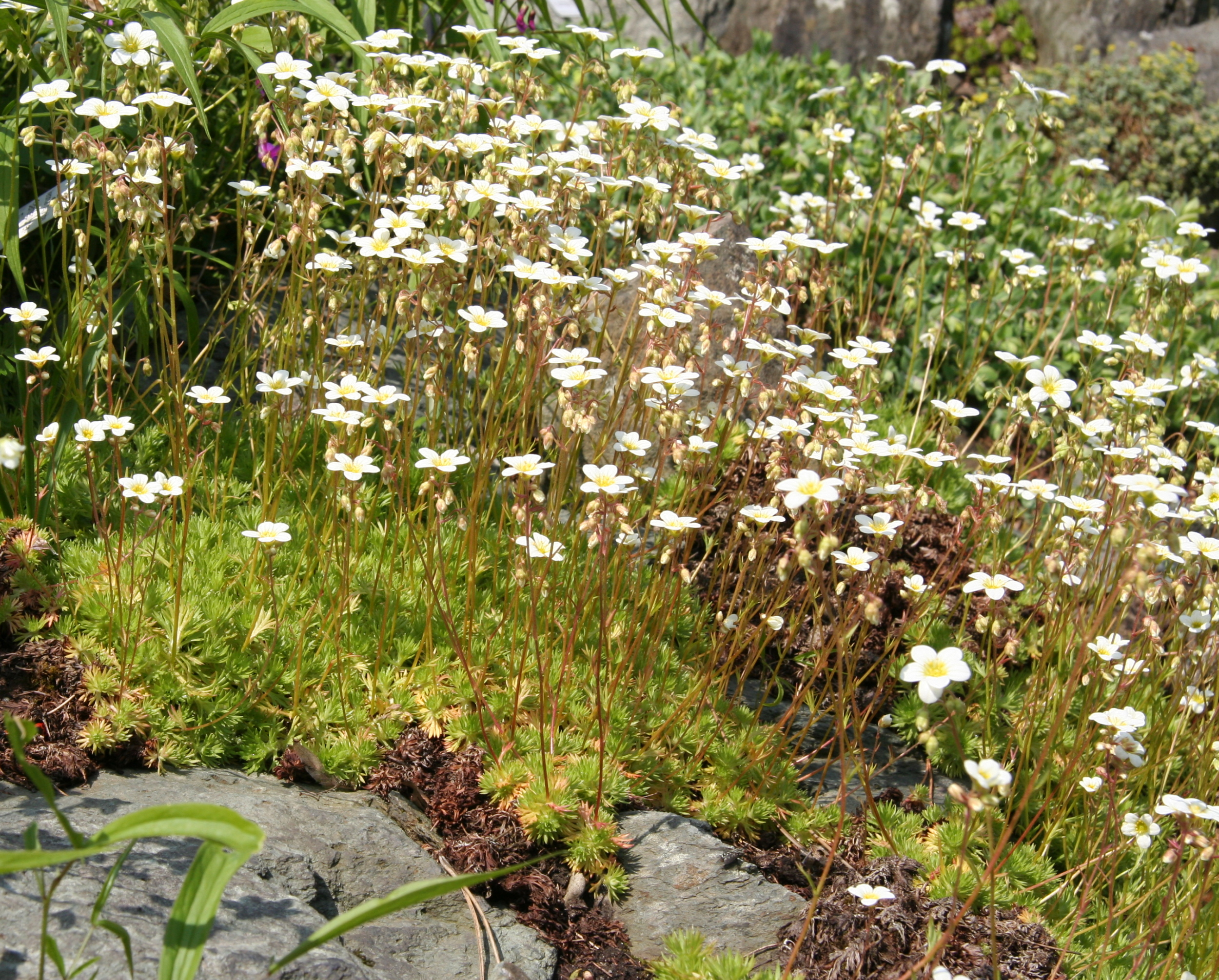
(Saxifraga rosacea)

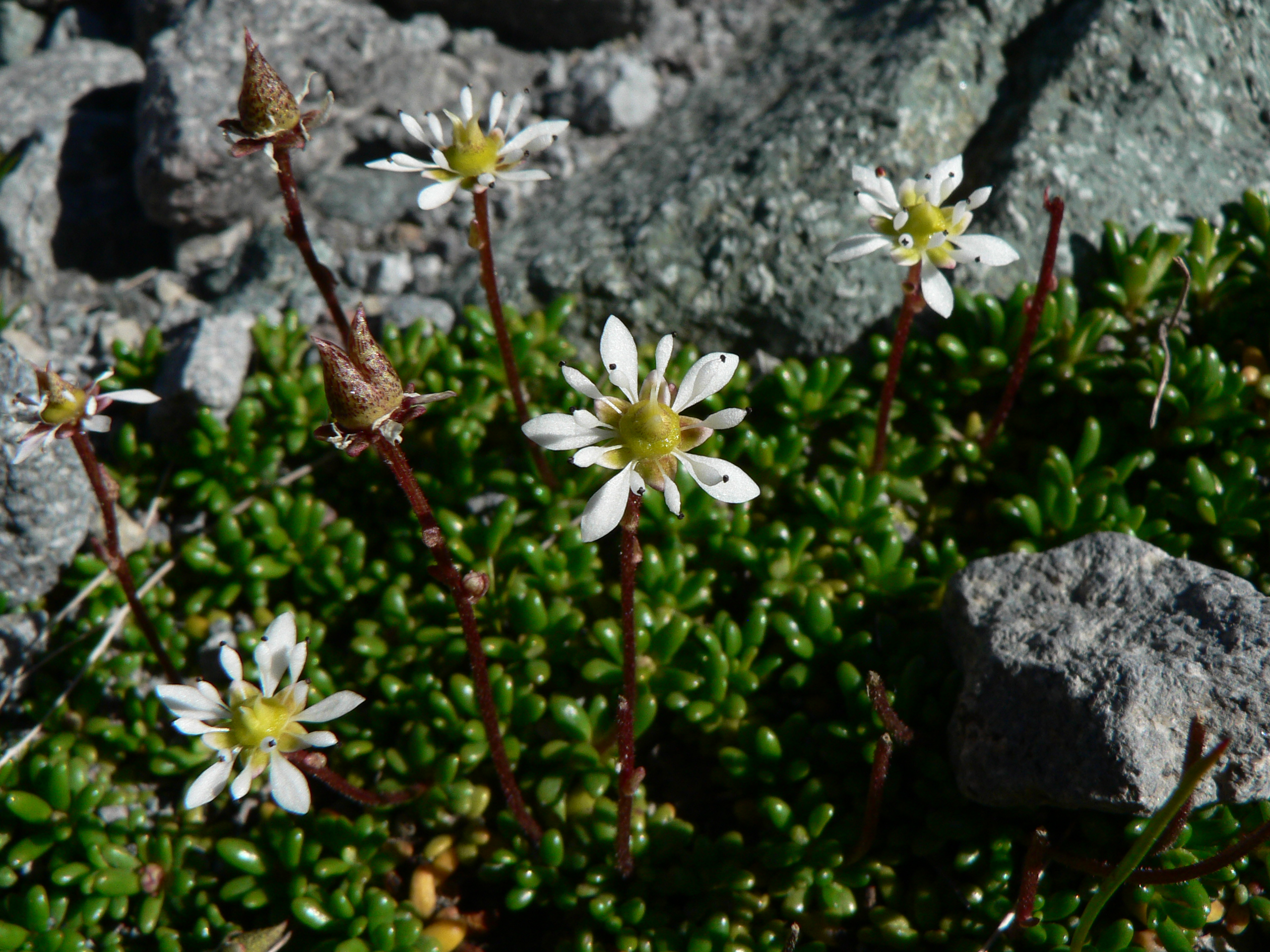
(Saxifraga tolmiei)

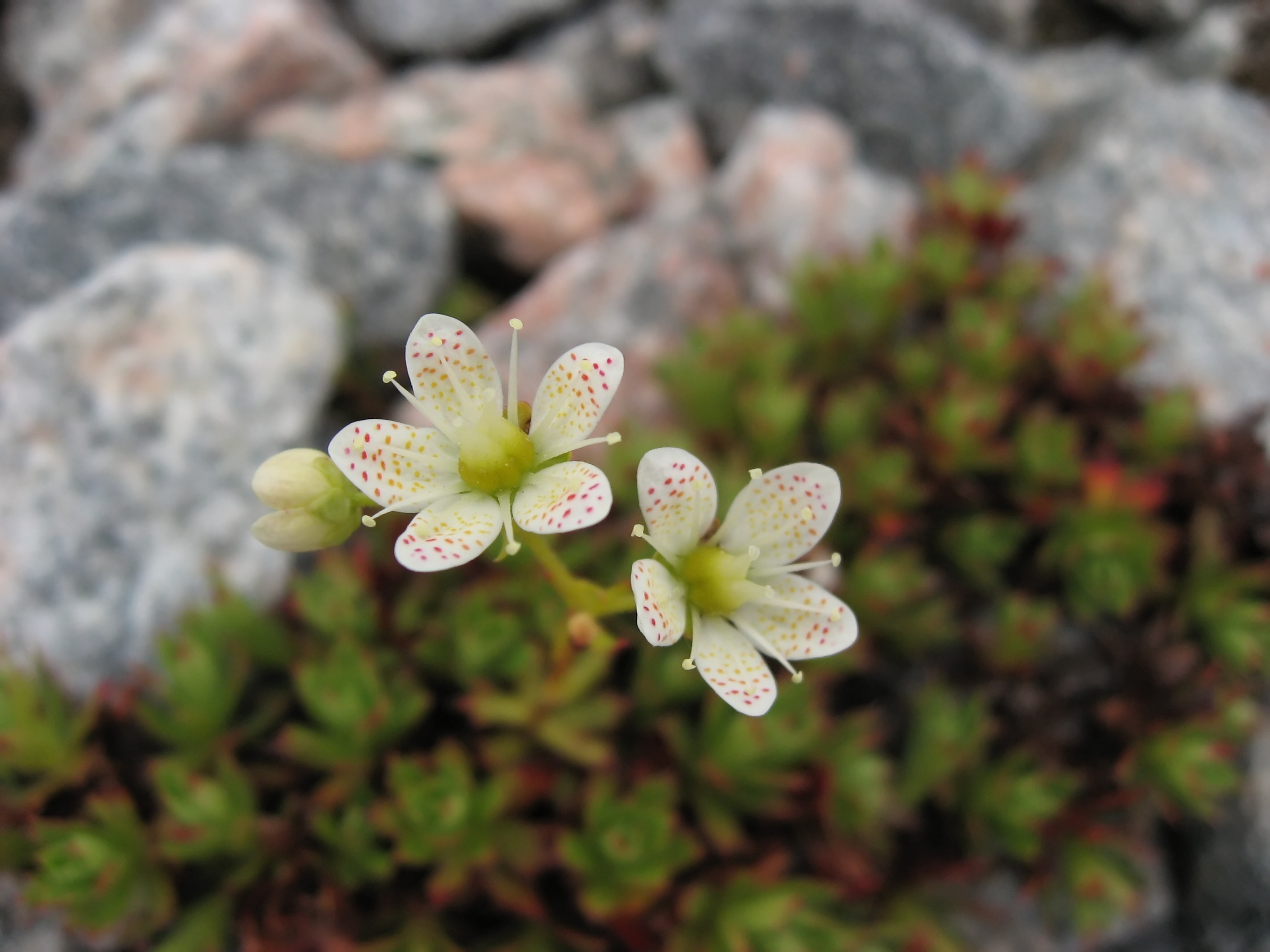
(Saxifraga tricuspidata) flors

- Saxifraga cuneifolia – “Lesser London Pride”
- Saxifraga cymbalaria –
- Saxifraga decipiens
- Saxifraga dinnikii Schmalh.
- Saxifraga eschscholtzii –
- Saxifraga exarata
- Saxifraga ferruginea Graham –
- Saxifraga flagellaris Willd.Plantilla:Verify source –

```
* 
Saxifraga florulenta
```

- Saxifraga foliolosa –
- Saxifraga forbesei
- Saxifraga fortunei Hook.f.
- Saxifraga gaspensis –
- Saxifraga × geum – (S. hirsuta × S. umbrosa)
- Saxifraga granulata – “Saxifraga de prat”
- Saxifraga groenlandica
- Saxifraga hederacea
- Saxifraga hieracifolia –
- Saxifraga hirculus L. –
- Saxifraga hirsuta –
- Saxifraga hostii
- Saxifraga hyperborea –
- Saxifraga hypnoides – “Saxifraga molsosa
- Saxifraga integrifolia –
- Saxifraga juniperifolia
- Saxifraga korshinskii Kom.
- Saxifraga lactea Turcz.
- Saxifraga longifolia
- Saxifraga lyallii Engl. –
- Saxifraga mertensiana –

Plantilla:Col-2-of-2
- Saxifraga michauxii –
- Saxifraga micranthidifolia –
- Saxifraga montana
- Saxifraga moschata – "Saxifraga molsosa"
  - Saxifraga moschata ssp. basaltica
- Saxifraga muscoides
- Saxifraga mutata
- Saxifraga nathorstii (Dusén) Hayek – “Saxifragga de l'est de grenlàndia”
- Saxifraga nelsoniana D.Don –
- Saxifraga nidifica –, "Saxifraga alpina”"
- Saxifraga nipponica
- Saxifraga nivalis –,"Saxifraga alpina”"
- Saxifraga occidentalis –
- Saxifraga odontoloma Piper –
- Saxifraga oppositifolia –,
- Saxifraga oregana Howell –
- Saxifraga paniculata –
- Saxifraga pensylvanica L. –
- Saxifraga petraea
- Saxifraga platysepala – (= S. flagellaris auct. non Willd.)
- Saxifraga porophylla
- Saxifraga razshivinii –
- Saxifraga redofskii –
- Saxifraga reflexa – “[Yukon”
- Saxifraga rhomboidea –
- Saxifraga rivularis –
- Saxifraga rosacea –
- Saxifraga rotundifolia L. –
- Saxifraga roylei
- Saxifraga rudolphiana
- Saxifraga rufidula –
- Saxifraga rufopilosa –
- Saxifraga sancta
- Saxifraga serpyllifolia –
- Saxifraga sibirica – “Sibèria”
- Saxifraga spathularis –
- Saxifraga spicata –
- Saxifraga stellaris –”Saxifraga estelada”
- Saxifraga stolonifera –

```
** 
Saxifraga stolonifera
 f. 
aptera
 
(Makino) H.Hara
 – 
hoshizaki-yukinoshita
(en japonès))
```

- Saxifraga subverticillata
- Saxifraga taygetea
- Saxifraga taylorii –
- Saxifraga tenella
- Saxifraga tenuis –
- Saxifraga tolmiei –
- Saxifraga tombeanensis
- Saxifraga tricuspidata Rottb. –
- Saxifraga tridactylites –
- Saxifraga trifurcata
- Saxifraga × urbium – (S. spathularis × S. umbrosa)
- Saxifraga umbrosa –”Saxifraga dels Pirineus”
- Saxifraga vandelli
- Saxifraga virginiensis –
- Saxifraga wahlenbergii

### Anteriorment considerades del gènere Saxifraga

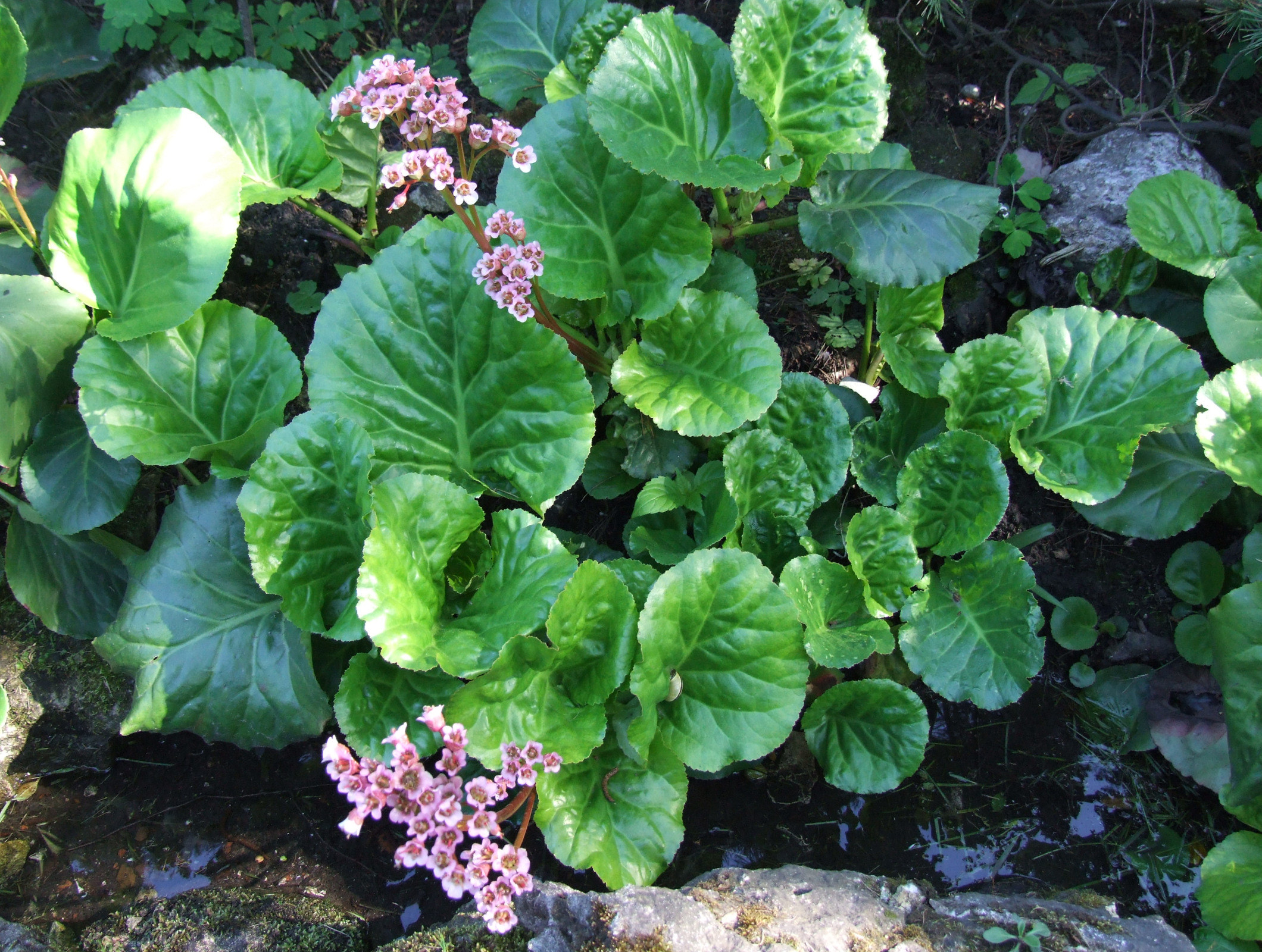
Bergenia crassifolia

- Astilboides tabularis, com S. tabularis
- Bergenia crassifolia, com S. cordifolia, S. crassifolia
- Bergenia pacumbis, com S. ligulata, S. pacumbis
- Bergenia purpurascens, com S. delavayi, S. purpurascens
- Boykinia jamesii, com S. jamesii
- Boykinia occidentalis, com S. elata
- Boykinia richardsonii, com S. richardsonii
- Chondrosea cotyledon, com S. cotyledon
- Darmera peltata (Indian Rhubarb), com S. peltata
- Leptarrhena pyrolifolia, com S. pyrolifolia
- Luetkea pectinata, com S. pectinata

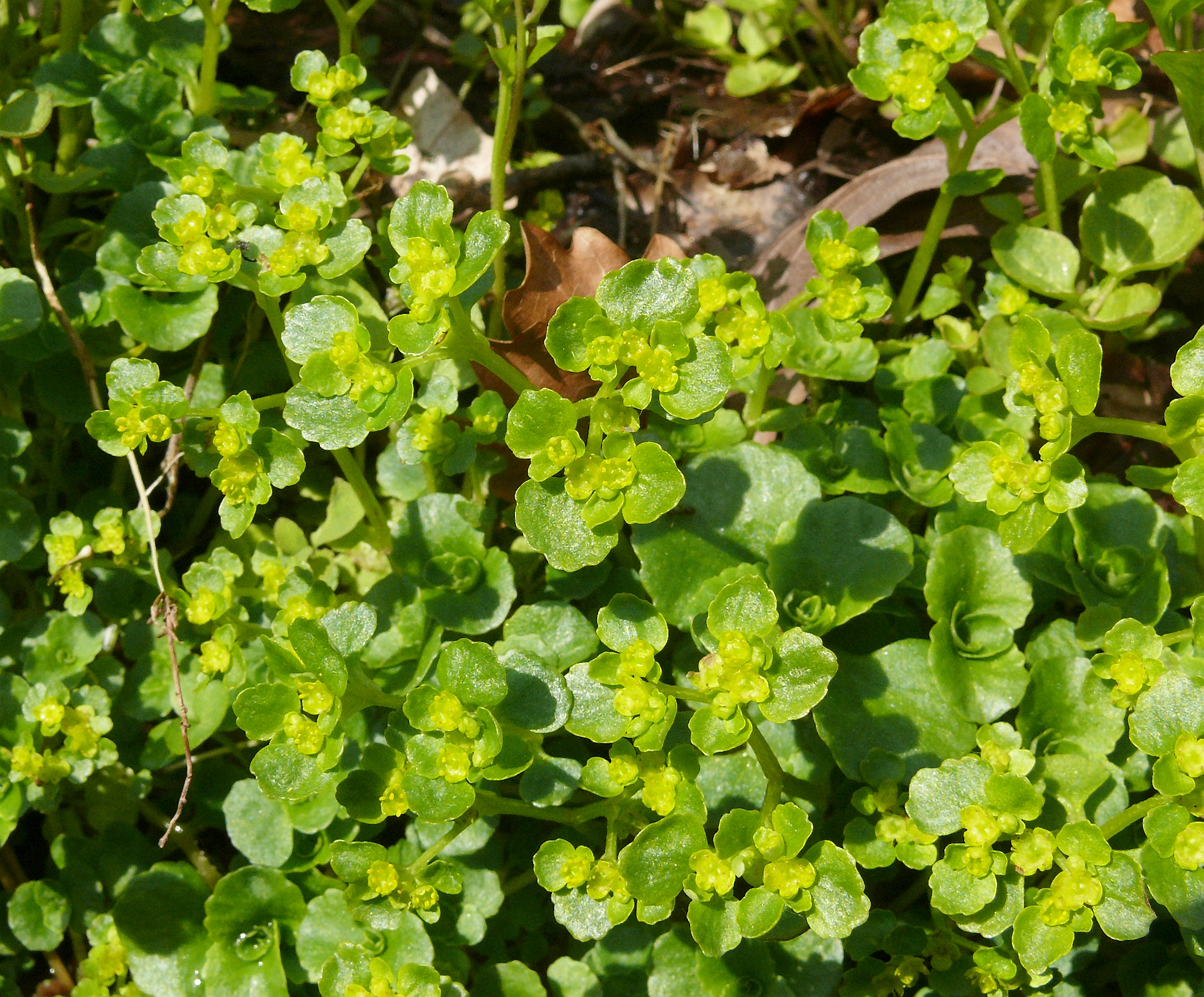
De fulles oposades (Chrysosplenium oppositifolium

- Mukdenia rossii, com S. rossii

### Altres plantes “saxifragues”
Algunes plantes porten el nom específic de saxifraga però no pertanyen al gènere saxifraga::
- Campanula saxifraga
- Celmisia saxifraga (Benth.) W.M.Curtis
- Cineraria saxifraga DC.
- Dryopteris saxifraga
- Petrorhagia saxifraga –
- Pimpinella saxifraga –
- Ptychotis saxifraga
- Saxifragella
- Saxifragodes
- Saxifragopsis Small –
- Silene saxifraga(Salsufragi)